# Alture del Donec
Le alture del Donec (in russo Доне́цкий кряж, Doneckij krjaž?; in ucraino Донецький кряж, Donec'kij krjaž) sono una catena di bassi rilievi collinari estesa nel territorio dell'Ucraina orientale e della Russia europea meridionale.
Si allungano in direzione ovest-est per circa 370 chilometri, con una larghezza che oscilla da 50 a 120 chilometri; la quota media si aggira intorno ai 150-200 metri, mentre la massima elevazione è 367.
Nella regione delle alture del Donec si trovano estesi giacimenti di carbone, che hanno favorito la nascita e lo sviluppo di numerose città industriali sia in Ucraina che, in misura minore, in Russia; fra i maggiori centri urbani, si ricordano Šachty in Russia, Donec'k, Luhans'k e Horlivka in Ucraina.
Le alture prendono il nome dal fiume Severskij Donec, che le costeggia per tutta la loro lunghezza, delimitandone il confine settentrionale ed orientale.